# Ѽ
Ѽ ѽ – diakrytyczna wersja litery Ꙍ, która sama w sobie pochodzi od greckiej omegi. Nie należy jej mylić z literą Ѿ.

## Używanie
Ѽ było używane w języku słowiańskim. Wymawia się ją /o/.

## Kodowanie
| Znak                   | Ѽ                                        | Ѽ                                        | ѽ                                      | ѽ                                      |
| ---------------------- | ---------------------------------------- | ---------------------------------------- | -------------------------------------- | -------------------------------------- |
| Nazwa w Unikodzie      | Cyrillic Capital Letter Omega with Titlo | Cyrillic Capital Letter Omega with Titlo | Cyrillic Small Letter Omega with Titlo | Cyrillic Small Letter Omega with Titlo |
| Kodowanie              | dziesiątkowo                             | szesnastkowo                             | dziesiątkowo                           | szesnastkowo                           |
| Unicode                | 1148                                     | U+047C                                   | 1149                                   | U+047D                                 |
| UTF-8                  | 209 188                                  | d1 bc                                    | 209 189                                | d1 bd                                  |
| Odwołania znakowe SGML | &#1148;                                  | &#x047C;                                 | &#1149;                                | &#x047D;                               |